# Ramon Stoppelenburg
Ramon Stoppelenburg (Leiden, 20 december 1976) is een Nederlands schrijver, blogger en presentator, die bekendheid kreeg door gratis de wereld rond te reizen met zijn eigen sociale netwerk in 2001. Hij schreef ook columns voor dagblad Sp!ts en presenteerde het reisprogramma Weg Met BNN op NPO Radio 1. Sinds 2011 woont hij in Phnom Penh, Cambodja, met tijdelijke verblijven in Tbilisi, Georgië, Casablanca, Marokko, Weligama, Sri Lanka en Lissabon, Portugal.

## Biografie

### Begin als weblogger
Na het volgen van het Emmauscollege te Rotterdam studeerde hij journalistiek aan de Hogeschool Windesheim te Zwolle. Tijdens zijn studie initieerde hij in 1998 met vrienden het Zwolse studentenmagazine Smoel. Met de daarbij behorende website was Stoppelenburg een van de eerste Nederlandse webloggers.

### Gratis de wereld rond
Begin 2001 startte hij de website "letmestayforaday.com". Door het internet te gebruiken voor het vragen om een slaapplaats en hulp met eten en drinken, ontving hij - na aandacht in de wereldwijde media 4577 uitnodigingen uit 72 landen. In ruil voor een slaapplaats schreef hij dagelijks een uitgebreid verslag op zijn website en liftte hij vervolgens van locatie naar locatie. Omdat zijn website zoveel bezoekers trok, kon hij alles laten sponsoren: de site, kleding, camera, rugzak, schoenen en zelfs vliegtickets. Dit alles in ruil voor een vermelding op zijn site. In twee jaar tijd reisde Ramon Stoppelenburg door Nederland, België, Frankrijk, Engeland, Ierland, Schotland, Denemarken, Noorwegen, Zweden, Zuid-Afrika, Spanje, Australië en Canada.
Zijn website was tevens zijn profiel waarmee hij een eigen noodzakelijk sociaal netwerk (van online aangeboden logeeradressen) creëerde. Dit maakte hem de eerste Nederlander die op een effectieve manier gebruikmaakte van het latere begrip sociale media.
Tijdens zijn reizen schreef hij ook wekelijks een reiscolumn voor Sp!ts en werd hij wekelijks gebeld door Giel Beelen voor een update op radio 3FM.

### Na zijn reis
Terug in Nederland schreef hij in 2003 het boek Letmestayforaday, zonder een cent op zak de wereld rond (Nijgh & Van Ditmar, 2004).
In 2005 was hij voor een half jaar presentator van het reisprogramma Weg Met BNN bij BNN op NPO Radio 1.
In mei 2008 verscheen zijn literaire samenstelling, de zomerverhalenbundel Fasten your seat belt! bij Uitgeverij Trademark. Hierin bundelde hij verhalen van bekende en onbekende Nederlandse schrijvers, zoals Arjen Lubach, Murat Isik en Susan Smit.
In maart 2011 besloot hij nogmaals gebruik te maken van de krachten van social media, door een online microkrediet-actie op te zetten om geld in te zamelen om de enige westerse bioscoop in Phnom Penh, The Flicks, te redden van de ondergang. Binnen vier weken werd er meer dan $7.000 uitgeleend en gedoneerd aan hem en sinds april 2011 is Stoppelenburg eigenaar van deze bioscoop.
In 2018 bestempelt de Nederlandse Koninklijke Bibliotheek (KB) de website Letmestyaforaday.com tot 'Digitaal Erfgoed', internationaal erkend in het Unesco Charter on the Preservation of the Digital Heritage uit 2003.

## Eerbewijzen
- 2002 - Internet Personality of the Year, namens de Britse Sunday Times.
- 2008 - The Godfather of Couchsurfing, namens Travel Channel's reisblog Worldhum.[5]
- 2008 - Bloghelden[6] ISBN 9789022996997
- 2017 - UNESCO Digitaal Erfgoed, namens UNESCO.[4]